# Goromeilanden
Gorom (Gorong) is een groep van drie eilanden in de Molukken ten zuidoosten van Ceram.
Het gelijknamige en grootste eiland Gorom is 66 km² groot en het hoogste punt is 340 m. De andere twee eilanden zijn Manawoka en Nama.